# Geremar

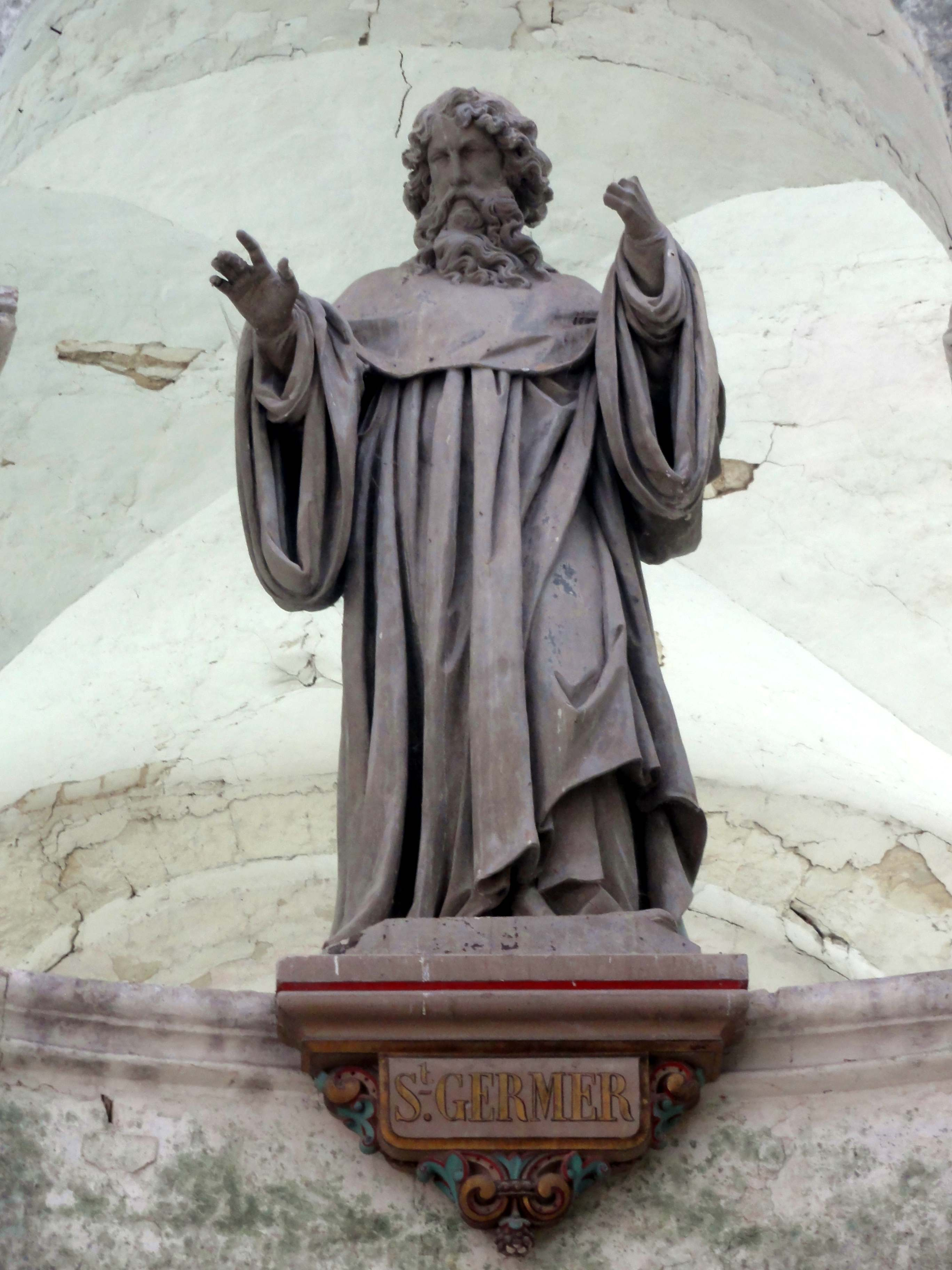
Beeld van Saint Germer in de abdij van Flay

Geremar, ook Germar en Germer, is een christelijk heilige die leefde in de 7e eeuw. Hij was de stichter-abt van de abdij van Saint-Germer-de-Fly en stierf rond 658. Zijn feestdagen zijn op 24 september en 30 december.

## Leven
Volgens het overgeleverde Vita werd Geremar geboren in Vardes, toen deel van Neustrië. Hij was de enige zoon van Rigobert, een adellijke bondgenoot van koning Chlotarius II. Geremar studeerde in Beauvais en werd raadgever van de Merovingische koningen Dagobert I en Clovis II.
In 632 trouwde hij met Domana van La Roche-Guyon, met wie hij twee dochters had en een zoon. Toen de zoon Amalbert volwassen was, schonk hij hem zijn vermogen. Hij stichtte een klooster in Vardes en trok zich zelf terug in de abdij van Pentale aan de Seine. Met de steun van zijn vriend Audoënus, bisschop van Beauvais, werd hij verkozen tot abt van Pentale. De monniken hielden niet van zijn strenge regime en beraamden een moordaanslag op Geremar. Hij verliet de abdij in alle discretie en ging als kluizenaar leven in een grot langs de Seine.
Door de dood van zijn zoon kreeg Geremar zijn bezittingen terug. Audoënus stuurde hem in 655 naar het woud van Flay om een abdij te stichten. Hij was er enkele jaren abt en werd er begraven.